# Osséja
Osséja (Catalaans: Osseja) is een gemeente in het Franse departement Pyrénées-Orientales (regio Occitanie). De plaats maakt deel uit van het arrondissement Prades. Osséja telde op 1 januari 2022 1.376 inwoners.

## Geografie
De oppervlakte van Osséja bedroeg op 1 januari 2022 17,13 vierkante kilometer; de bevolkingsdichtheid was toen 80,3 inwoners per km².

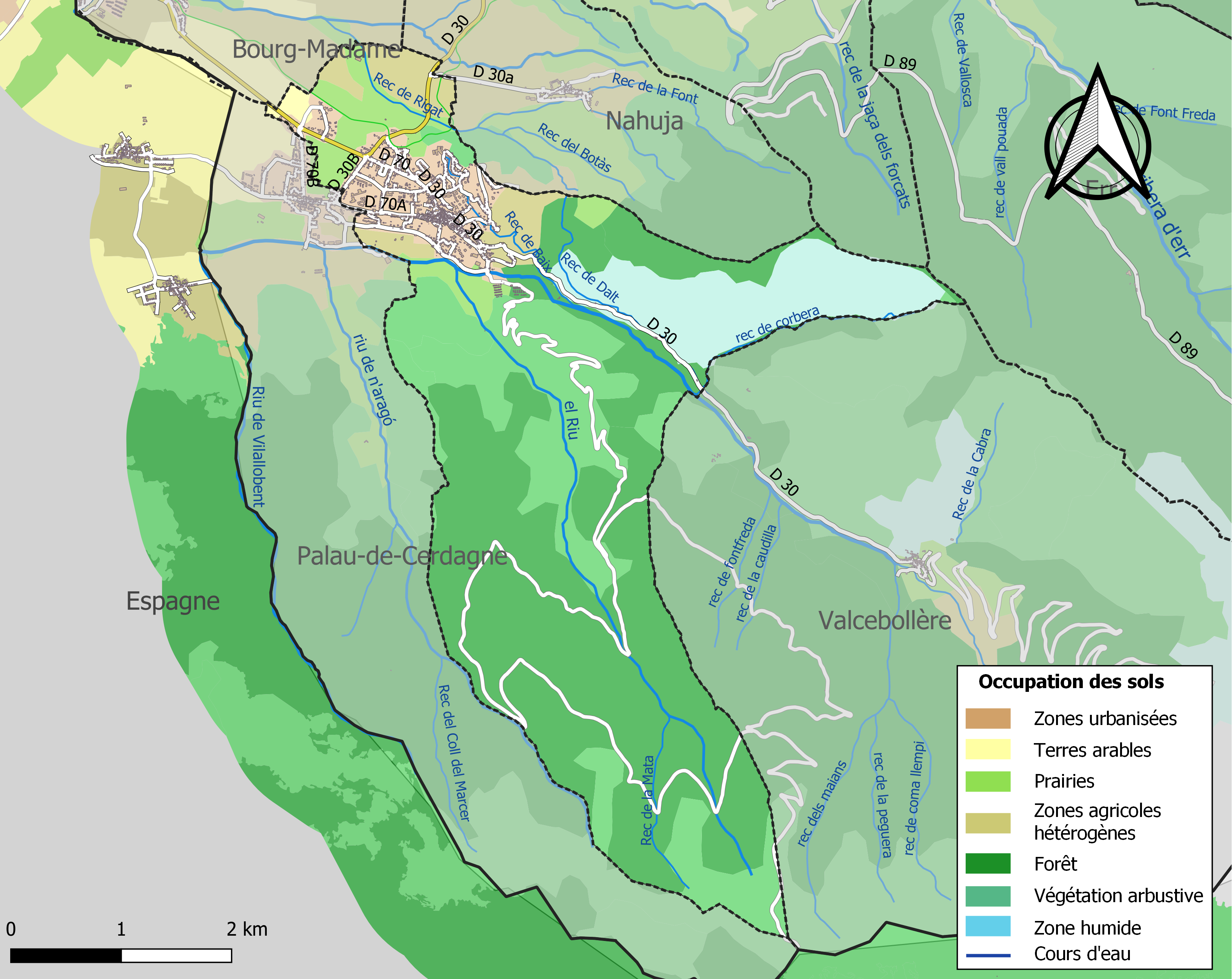
Kaart van de gemeente met de belangrijkste infrastructuur, bodemgebruik en omliggende gemeenten

## Verkeer en vervoer
In de gemeente ligt spoorwegstation Osséja.

## Demografie
Onderstaande figuur toont het verloop van het inwonertal (bron: INSEE-tellingen).